# Argyrobrithes infera
Argyrobrithes infera är en tvåvingeart som först beskrevs av Walker 1856.  Argyrobrithes infera ingår i släktet Argyrobrithes och familjen vapenflugor. Inga underarter finns listade i Catalogue of Life.